# Guldfågeln Arena
Guldfågeln Arena är en fotbollsarena som finns i Hansa City i nordvästra Kalmar. Arenan är Kalmar FF:s hemmaarena och ägs av Kalmar kommun.
Det första spadtaget togs gemensamt av 700 supportrar till Kalmar FF den 12 december 2009 och den första matchen spelades den 11 april 2011 mellan Kalmar FF och Djurgårdens IF. 
Guldfågeln Arena uppfyller UEFA-status klass 3 för internationella matcher och SvFF:s nya regler för allsvenska arenor. Den var en spelplats under damfotbolls-EM 2013.

## Byggnaden
Arenan består av två läktaretage på alla läktarsidor förutom den västra läktaren som består av tre etage. Publikkapaciteten är 12 182 platser. Vid konserter på innerplan är kapaciteten 15 000 åskådare. Utöver dessa platser finns det även 12 loger, 3 konferensrum, 24 rullstolsplatser, 123 toaletter och 60 monitorer att följa matchen på. Det är tak över alla platser. På norra kortsidan finns en storbildsskärm på över 50 kvadratmeter.
Det finns 13 ingångar, en medlemspub, en restaurang för 144 sittande gäster, en företagslounge för 1200 personer, 13 kiosker, ett konferensrum, en stor mängd butiksytor, souvenirbutik, Kalmar FF:s kansli, pressrum med cafeteria, nio omklädningsrum, tvättstuga, gym, sjukgymnastrum, läkarrum, sekretariat, miljöstation och driftcentral.
Fasaden på arenan är klädd i polykarbonat och kan därför skifta färg, likt Allianz Arena i München. Polykarbonat är en transparent termoplast som också kan användas som projektorduk, vilket betyder att det ska kunna visas film på utsidan.
För bygget av arenan har det gått åt drygt tusen ton prefabricerade betongelement, 4 000 kubikmeter platsgjuten betong och 400 ton stål.

## Fotbollsplanen
Planens underlag var från början gräs. Under försommaren 2020 byttes gräset ut till ett hybridgräs. Den 26 juni 2020 godkändes det nya hybridgräset för allsvenskt spel och 1 juli spelades den första matchen på den nya planen i en match mellan Kalmar FF och Östersunds FK.
Förutom arenans fotbollsplan finns det även tre träningsplaner i Kalmar Fotboll Campus norr om arenan (en med konstgräs och två med gräs).

## Kostnad
Arenan kostade 250 miljoner kronor och byggdes av NCC i samarbete med Kalmar FF och Kalmar kommun. Arenan ritades av arkitektkontoret Tengbom.
I slutet av år 2009 hade ägarbolaget Kalmar FF Fastigheter AB långfristiga skulder på 220 miljoner kronor samt kortfristiga skulder på knappt 22 miljoner kronor.

## Ägarstruktur
Arenan ägs av Kalmar kommun efter att ha tagit över ägandet från Kalmar FF under 2017.

## Mått
- Arena: 150 m × 118 m × 21 m
- Planmått: 105 m × 68 m

## Publikrekord
Det officiella publikrekordet sattes mot AIK den 11 november 2018 då 11 991 personer var på plats.
Arenan var spelplats under Europamästerskapet i fotboll för damer 2013. I kvartsfinalsmatchen mellan Norge och Spanien kom 10 435 åskådare vilket, fram till nästföljande mästerskap i Nederländerna 2017, är den högsta noteringen för damfotboll i en EM-match, utöver finalen, där hemmanationen inte deltagit.
Bästa målskytt på arenan är Romario Sipiao med 17 mål. 

## Namn på arenan
4 juni 2010 blev Guldfågeln AB namnsponsor och fick därmed namnrättigheterna till arenan, inledningsvis till och med år 2017. Avtalet förlängdes senare till 2024. Under internationella matcher kommer arenan att heta Kalmar Arena på grund av Fifas sponsorregler.